# كرزيستوف باران
كرزيستوف باران (بالبولندية: Krzysztof Baran) (12 فبراير 1990 في بولندا - ) هو لاعب كرة قدم بولندي في مركز حراسة المرمى. لعب مع بييلسكو بياوا وياغيلونيا بياويستوك وChojniczanka Chojnice ‏ وUKS SMS Łódź ‏ وRuch Radzionków ‏.

## وصلات خارجية
- كرزيستوف باران على موقع قاعدة بيانات كرة القدم.إي يو (الإنجليزية)
- كرزيستوف باران على موقع Soccerway.com (الإنجليزية)